# Mira (kadilo)
Mira je naravna guma ali smola, pridobljena iz številnih majhnih, trnatih drevesnih vrst iz rodu Commiphora . Smola mire se je skozi zgodovino uporabljala kot parfum, kadilo in zdravilo. Pomešana z vinom se lahko popije.

## Ekstrakcija in proizvodnja
Če drevo prebodemo skozi lubje in v beljavo, drevo spusti smolo. Smola mire kot sveto kadilo, je taka smola. Ko so ljudje pridelovali miro, so večkrat zarezali v drevo, da bi iztekala smola. Mira je voskasta in se hitro strdi. Po nabiranju postane trdna in sijajna. Smola je rumenkasta in je lahko čista ali neprozorna. Starejša je temnejša in dobi bele črtice .
Mira se pogosto nabira iz vrste Commiphora myrrha. Drugo pogosto uporabljeno ime Commiphora molmol , zdaj velja za sinonim za Commiphora myrrha .
Domovina Commiphora myrrhe je del Saudove Arabije, Omana, Jemna, Somalije, Eritreje in vzhodne Etiopije. Meetiga, trgovsko ime arabske mire, je bolj krhka in gumjasta od somalijske vrste in nima belih oznak.
Smole številnih drugih vrst vrste Commiphora se uporabljajo tudi za parfume, zdravila (kot so aromatični prelivi za rane) in sestavine kadila. Te miri podobne smole so znane kot opopanax, balzam, bdellium, Commiphora wightii in indijska mira.
Odlične "mirine kroglice" so narejene iz zdrobljenega semena Detarium microcarpum, nepovezanega zahodnoafriškega drevesa. Te kroglice tradicionalno nosijo poročene ženske v Maliju v več nizih okoli bokov.
Ime "mira" se uporablja tudi za listno zelenjavo Myrrhis odorata, sicer znano kot dišeči kromač.
Tekoča mira ali stacte, o kateri je pisal Plinij starejši, je bila sestavina judovskega svetega kadila in je bila prej cenjena, vendar je danes na današnjih trgih ni mogoče identificirati.

## Etimologija
Beseda myrrh ustreza skupnemu semitskemu korenu m-r-r, in pomeni 'grenko', kot v aramejščini ܡܪܝܪܐ murr in arabščini مر murr. V hebrejski Bibliji se imenuje מור mor, kasneje pa je bila kot semitska prevzeta beseda uporabljena v grškem mitu Myrra in kasneje v Septuaginti; v starogrškem jeziku je povezana beseda μῠρον (múron) postala splošen izraz za parfum.

## Pripisane zdravilne lastnosti

### V medicini
V farmaciji se mira uporablja kot antiseptik za splakovanje ust, grgranje in v zobnih pastah . Uporablja se tudi v nekaterih protibolečinskih oblogah in zdravilnih balzaih, ki se lahko uporabljajo za odrgnine in druge manjše kožne bolezni. Miro so priporočali tudi kot analgetik  zobozdravniki in jo je mogoče uporabiti obloge za podplutbe, bolečine in zvine .
Mira je pogosto sestavina zobnih praškov. Mira in boraks v tinkturi se lahko uporabljata kot ustna voda. Sestavljena tinktura ali konjska tinktura z uporabo mire se uporablja v veterinarski praksi za zdravljenje ran.
Mirina smola pogosto trdijo, da odpravlja prebavne motnje, ulkus, prehlad, kašelj, astmo, artritične bolečine in raka .

### V tradicionalni kitajski medicini
V tradicionalni kitajski medicini je mira razvrščena kot grenka in začinjena, z nevtralno temperaturo. Pravijo, da je posebno učinkovita na srce, jetra in vranico ter moč za čiščenje krvi iz maternice. Zato se priporoča za revmatične, artritične in cirkulacijske težave ter za amenorejo, dismenorejo, menopavzo in tumorje maternice.
Uporaba mire je podobna tisti Boswellie sacra, s katero se pogosto kombinira v prevretkih, mazilih in kot kadilu.
V kombinaciji s takimi zelišči, kot so Panax notoginseng, žafranika (Carthamus tinctorius), kitajska angelika (Angelica sinensis), cimet in žajbelj (salvia miltiorrhiza), običajno v alkoholu, se uporablja tako znotraj kot zunaj .

### V ajurvedski medicini
Mira se uporablja v ajurvedski in unani medicini, kjer ji pripisujejo tonične in pomlajevalne lastnosti. Mira (daindhava) se uporablja v številnih posebej obdelanih rasayana (znanost o podaljšanju življenjske dobe) formulah v ajurvedi. Vendar pa je ne-resayana mire kontraindicirana, kadar je očitna ledvična disfunkcija ali želodčna bolečina ali za ženske, ki so noseče ali imajo prekomerno krvavitev maternice.
Povezana vrsta, imenovana guggul (Commiphora wightii) v ajurvedski medicini, velja za eno najboljših snovi za zdravljenje težav z obtočili, motnjami živčnega sistema in revmatskimi obolenji. .

## Verski obred

### V Starem Egiptu in Puntu
Vladar 5. dinastije Egipta, Sahure, je zapisal najzgodnejšo potrjeno ekspedicijo v deželo Punt, ki je prinesla velike količine mire, malahita in elektruma. Sahure je prikazan kako proslavlja uspeh te ekspedicije na reliefu iz njegovega posmrtnega templja, ki kaže, da je na vrtu svoje palače poskrbel za drevo mire z imenom »Sahurjev sijaj se dvigne do nebes«. Ta relief je edini v egipčanski umetnosti, ki prikazuje kraljevo vrtnarstvo . Miro so stari Egipčani uporabili skupaj z natronom za balzamiranje mumij .

### V hebrejski Bibliji
Mira je omenjena na več mestih v hebrejski Bibliji kot redek parfum z omamno kvaliteto. V Genezi 37:25 so bili izmaelski trgovci, ki so Jakobovim sinovom prodali Jožefovega brata, imeli »kamele ... natovorjene z začimbami, balzamom in miro« in Exodus 30: 23-25 določa, da je Mojzes uporabil 500 šekel tekoče mire kot jedro sestavine svetega olja.
Mira je bila sestavina ketoreta, posvečenega kadila, uporabljenega v prvem in drugem templju v Jeruzalemu, kot je opisano v Hebrejski Bibliji in Talmudu. Daritev je bila narejena iz ketoreta na posebnem oltarju kadila in je bila pomembna sestavina tempeljske službe. Mira je tudi naveden kot sestavina v svetem olju za maziljenje, ki se uporablja za tabernakelj visokih duhovnikov in kraljev.
Olje mire se uporablja v Esther 2:12 v ritualu čiščenja nove kraljice kralja Ahasvera.

### V antični Nabateji
Miro je v prvem stoletju pred našim štetjem zabeležil Diodor Sicilski, da se prek nabatejskih karavan in morskih pristanišč trguje po kopnem in po morju, ki jo iz avtohtonih etiopskih virov v Južni Arabiji prenašajo v glavno mesto Petro, od koder je bila porazdeljena po vsej Sredozemski regiji .

### V novem testamentu
Mira je v Novi zavezi omenjena kot eno od treh daril (poleg zlata in svetega kadila), ki so jih magi »iz Vzhoda« predstavili otroku Kristusu (Matej 2:11). Mira je bil prisotna tudi pri Jezusovi smrti in pokopu. Jezusu je bilo pred križanjem ponujeno vino in mira (Marko 15:23). Po Janezovem evangeliju so Nikodem in Jožef iz Arimateje prinesli 100 funtov mešanice mire in aloje, da bi zavili Jezusovo telo (Janez 19:39). Matejev evangelij pove, da je Jezus, ko je šel na križ, dobil za spiti kis z žolčem in ko ga je okusil, ga bi pil (Matej 27,34); Markov evangelij opisuje pijačo kot vino, ki se je mešalo z miro (Marko 15:23).

### V sodobnem krščanstvu
Zaradi omembe v Novi zavezi je mira kadilo, ponujeno med krščanskimi liturgičnimi obredi (glej Kadilnica). Tekoča mira se včasih doda jajčni temperi pri izdelavi ikon. Mira se meša s svetim kadilom in včasih več dišavami in se uporablja skoraj v vsaki službi vzhodne pravoslavne, orientalske pravoslavne, tradicionalne rimskokatoliške in anglikanske / episkopske cerkve.
Mira se uporablja tudi za pripravo zakramentalne krizme, ki ga uporabljajo številne cerkve obeh, vzhodnih in zahodnih obredov. Na Bližnjem vzhodu vzhodna pravoslavna cerkev tradicionalno uporablja olje, odišavljeno z mirno (in drugimi dišavami), da opravi zakrament krizme.

### V islamu
Po Enciklopediji islamske zeliščne medicine, »je Alahov poslanec izjavil: Razkužite svoje hiše z al-shih, murr in s'tar«.. Avtor navaja, da se ta uporaba besede murr nanaša posebej na Commiphora myrro. 

## Antična mira
Sodobna mira je že dolgo komentirana, da prihaja iz drugačnega vira od tistega, ki so ga cenili v antiki, ker je bila nekako boljša. Pedanius Dioscorides je opisal miro v prvem stoletju, ko se je najverjetneje nanašala na »vrsto mimoze«, ki jo je opisal kot »egiptovski trn«. Opisuje njen videz in strukturo listov. Ugotavljali so, da je imel antični tip mire veliko bolj čudovit vonj kot moderna. V letu 1837 je bilo zapisano da »je čas morda ni daleč, ko bo duh raziskav odkril resnično mirino drevo«. 